# Astragalus tolmaczevii
Astragalus tolmaczevii är en ärtväxtart som beskrevs av Boris Alexandrovich Jurtzev. Astragalus tolmaczevii ingår i släktet vedlar, och familjen ärtväxter. Inga underarter finns listade i Catalogue of Life.